# Marcos (Ilocos Norte)
Pour les articles homonymes, voir Marcos.
Marcos est une municipalité de la province d’Ilocos Norte, aux Philippines.